# Войцех Кавінський
Войцех Кавінський (пол. Wojciech Kawiński, *22 травня 1939, Дембиця) — польський поет і літературний критик.

## Біографія
Закінчив філологічне відділення Вищої педагогічної школи, а також Ягеллонський університет у Кракові. 1964 року опублікував першу збірку поезій «Покірні відстані». Працював у часописах «Поезія», «Тижневик культури», «Література». Пише рецензії та огляди на культурологічну тематику. Лауреат літературних премій Польщі й Кракова. Відвідував Україну.

## Українські переклади
Твори Войцеха Кавінського українською мовою перекладали Дмитро Павличко, Станіслав Шевченко, Роман Лубківський, Анатолій Глущак.